# Петроландия (Санта-Катарина)
Петроландия (порт. Petrolândia)  —  муниципалитет в Бразилии, входит в штат Санта-Катарина. Составная часть мезорегиона Вали-ду-Итажаи. Входит в экономико-статистический  микрорегион Итупоранга. Население составляет 5917 человек на 2006 год. Занимает площадь 306,153 км². Плотность населения — 19,3 чел./км².

## История
Город основан 16 августа 1962 года.

## Статистика
- Валовой внутренний продукт на 2003 составляет 48.506.249,00 реалов (данные: Бразильский институт географии и статистики).
- Валовой внутренний продукт на душу населения на 2003 составляет 7.898,75 реалов (данные: Бразильский институт географии и статистики).
- Индекс развития человеческого потенциала на 2000 составляет 0,783 (данные: Программа развития ООН).

## География
Климат местности: мезотермический гумидный.